# Eugryllacris sarawaccensis
Eugryllacris sarawaccensis är en insektsart som först beskrevs av Heinrich Hugo Karny 1928.  Eugryllacris sarawaccensis ingår i släktet Eugryllacris och familjen Gryllacrididae. Inga underarter finns listade i Catalogue of Life.